# Kate Warner
Catherine Ann Warner (14 de julho de 1948) é uma advogada e acadêmica jurídica australiana. Foi a 28.ª governadora da Tasmânia entre 2014 e 2021.